# Soye-en-Septaine
Soye-en-Septaine – miejscowość i gmina we Francji, w Regionie Centralnym, w departamencie Cher.
Według danych na rok 1990 gminę zamieszkiwało 475 osób, a gęstość zaludnienia wynosiła 26 osób/km² (wśród 1842 gmin Regionu Centralnego Soye-en-Septaine plasuje się na 697. miejscu pod względem liczby ludności, natomiast pod względem powierzchni na miejscu 730.).